# Barbara Cubin
Barbara Lynn Cubin, född 30 november 1946 i Salinas, Kalifornien, är en amerikansk republikansk politiker. Hon representerade delstaten Wyoming i USA:s representanthus 1995-2009.
Cubin är uppvuxen i Casper, Wyoming. Hon avlade sin grundexamen i kemi vid Creighton University i Omaha, Nebraska. Hon är gift med Fritz Cubin.
Cubin blev 1986 invald i delstatens representanthus i Wyoming. Efter sex år där blev hon invald i delstatens senat. I 1994 års kongressval kandiderade Craig Thomas, delstatens enda ledamot av USA:s representanthus, till senaten. Cubin kandiderade till representanthuset och vann med 53% av rösterna. Hon lovade att då att hon skulle lämna representanthuset efter sex mandatperioder. I kongressvalet i USA 2006 kandiderade hon ändå för en sjunde mandatperiod och vann med 48,3% av rösterna mot 47,8% för demokraten Gary Trauner.
Cubin bestämde sig för att inte kandidera till omval i kongressvalet i USA 2008. Hon efterträddes i representanthuset av Cynthia Lummis.